# إيفايلو زافيروف
إيفايلو زافيروف هو لاعب كرة قدم بلغاري في مركز الهجوم، ولد في 16 أبريل 1992 في بلغاريا. لعب مع سسكا صوفيا.

## وصلات خارجية
- إيفايلو زافيروف على موقع Soccerway.com (الإنجليزية)